# João Herlânder da Costa Vieira
João Herlânder da Costa Vieira ou Johe est un joueur international angolais de rink hockey. Il évolue, en 2015, au sein du HC Os Tigres.

## Palmarès
En 2015, il participe au championnat du monde de rink hockey en France.